# Silent Hill 4: The Room
Silent Hill 4: The Room — компьютерная игра в жанре survival horror, разработанная Team Silent и изданная компанией Konami в 2004 году. Четвёртая часть серии Silent Hill для игровых приставок Xbox и PlayStation 2, а также персональных компьютеров, работающих под управлением операционной системы Microsoft Windows, была выпущена 17 июня 2004 года в Японии, 7 и 17 сентября — в Северной Америке и Европе, соответственно. Спустя 8 лет она появилась и на PlayStation 3. Российским дистрибьютором игры выступила компания «СофтКлаб». Сеттинг The Room наследует основные элементы серии и представляет собой некий аналог реального мира, содержащий множество мистической атрибутики.
Действие игры разворачивается в находящемся недалеко от Сайлент Хилла небольшом городке Эшфилд, и происходит как в «реальном» мире, так и мире «снов» главного героя Генри, пытающегося сбежать из запертой квартиры. Сюжет выстроен вокруг посещений иных миров, в которые протагонист попадает через внезапно образовавшиеся в его квартире странные туннели. Исследуя миры квартиры, метро, леса, водной тюрьмы, здания и больницы, Генри пытается осмыслить происходящее, спастись от монстров и не стать жертвой серийного убийцы. Геймплей состоит в решении загадок, поиске предметов, исследовании локаций, сражения главного героя и противников. Примечательной особенностью четвёртой части сериала считается появление навигации от первого лица.
Игра получила неоднозначные отзывы критиков из-за отклонения от классической стилистики серии, устаревшей геймплейной модели и неудобного управления. Тем не менее, некоторые издания высоко оценили проект, похвалив сюжет и музыкальное сопровождение. Silent Hill 4 возглавила топ-чарты игровых продаж в Японии, находилась в десятке самых продаваемых игр в Великобритании и Москве, а её продажи на территории Северной Америки были отмечены издателем как «благоприятные».

## Игровой процесс
В сочетании с приключенческим экшеном жанровая принадлежность игрового проекта определяется как survival horror. Действие происходит в квартире управляемого игроком персонажа по имени Генри, и вначале квеста используется вид от первого лица. Дневник в квартире — единственное место для сохранения достигнутого в игре прогресса. В другие локации протагонист попадает через таинственным образом появляющиеся отверстия в ванной комнате и прачечной своей квартиры:128. В первой половине игры комната также излечивает персонажа. Во второй половине The Room жилище полностью охватывают просачивающиеся сквозь стены и вселяющиеся в различные предметы призраки. Игрок может наблюдать сочащиеся кровью кран и глазок, самопроизвольное движение тапочек, хаотично включающийся телевизор, мяукающий кусок мяса и прочее; нахождение рядом с этими призраками наносит урон герою. Призраков можно изгонять с помощью освящённых свечей, а медальоны дают временный иммунитет к вредному воздействию. В остальных уровнях в The Room используется классический вид от третьего лица. В проекте наличествует три режима игры: «лёгкий», «средний» и «тяжёлый».
В отличие от других частей серии, инвентарь игрока ограничен — всего десять ячеек, поэтому приходится оставлять вещи в комнате Генри:128. Значительная часть игрового времени уходит на противостояние нечисти, вследствие чего сложные загадки упрощены. При приближении к находящемуся в комнате предмету, с которым может взаимодействовать игрок, в верхнем левом углу экрана появляется иконка с изображением глаза. Там же находится и полоса жизненной энергии. Таким образом, в угоду лёгкости игрового процесса, студия решила отойти от политики, согласно которой иконки не должны отображаться непосредственно в игровом поле, о чём впоследствии сожалела.
Во второй половине игры протагониста сопровождает его соседка Эйлин, управляемая искусственным интеллектом. Игрок также может снабдить её оружием, которое он находит, исследуя иные миры. Количество повреждений, которые получит Эйлин, определяет насколько быстро она погибнет во время битвы с Уолтером Салливаном, как и в целом её поведение в последней локации. Её жизнеспособность в результате финального столкновения влияет на концовку игры. Общая продолжительность The Room составляет приблизительно десять часов.

### Боевая система
Боевая система Silent Hill 4 во многом напоминает своих предшественниц с незначительными отличиями. У игрока есть доступ к разнообразному оружию — ближнего и дальнего боя. К первой категории относятся «классическая» водопроводная труба, электрошокер, алюминиевая бита, нож, мотыга, топор, дихлофос, кирка отчаянья и другие. Ко второй — пистолет, револьвер и пистолет-пулемёт. Эйлин можно снарядить сумочкой, хлыстом, цепью и дубинкой. У некоторых видов оружия есть такая характеристика, как хрупкость — в частности, у клюшек для гольфа и бутылки вина — в конце концов оно ломается и становится бесполезным. Медальоны и свечи тоже со временем теряют свою силу. Существенным отличием также является наличие «простого» и «заряженного» удара. Последний более медлителен по скорости, но причиняет больше повреждений. Первый, наоборот, более быстрый, но менее эффективный. Навигация по инвентарю и смена оружия происходит в режиме реального времени, и по свидетельству разработчиков, на подобное изменение в системе меню их подтолкнули многочисленные онлайн-игры.
После релиза игры создатели сообщали, что чрезмерная зависимость от ближнего боя была ошибочной. Разработчики считали, что именно жестокая физическая расправа над врагом была одним из важных аспектов хоррор-составляющей серии. Поэтому первоначально в The Room количество оружия ближнего боя было значительно увеличено, а боеприпасы к огнестрельному оружию попадались чересчур редко. Однако подобная система приводила к тому, что игроки собирали патроны лишь для битвы с боссом, что делало пистолет бесполезным видом оружия. Тогда количество припасов на уровне резко возросло.

## Сюжет

### Предыстория
Уолтер Салливан родился в городке Эшфилд (англ. Ashfield) за 34 года до основных событий игры. Родители бросили его одного в 302-й квартире дома «Саус-Эшфилд-Хейтс» (англ. South Ashfield Heights). Воспитывался он в приюте «Дом желаний» (англ. Wish House), и как многие оказался подвержен влиянию «Ордена» (англ. The Order) — местной религиозной секты. Провинившихся воспитанников местные власти обычно помещали в Паноптикон. В 6 лет Далия Гиллеспи, возглавлявшая оккультную секту женщина, показала Уолтеру место его рождения. С тех пор он стал считать, что именно эта квартира — его Мать.
Периодически он приезжал в дом, однако жильцам ребёнок досаждал. В метро он познакомился с Синтией Веласкес, но она разозлилась, узнав, что Салливан наблюдал за ней 10 лет. Он также встретился и с Эйлин Гэлвин, которая подарила ему куклу. Когда маленький Уолтер повзрослел, он прочёл в одной книге фрагмент, в котором упоминались «21 Причастие» — способный пробудить Мать религиозный ритуал. После серии убийств десяти человек, полиции удалось арестовать Салливана. В тюрьме он совершил самоубийство, воткнув заточенную ложку в сонную артерию, и продолжил своё дело уже будучи мёртвым, создав иной мир.

### Основная часть

Генри и Эйлин сражаются с призраком Синтии в метро

Основные события разворачиваются в квартире 302 дома «Саус-Эшфилд-Хейтс»:127. Генри Тауншенд видит сны, кажущиеся ему явью. Через некоторое время он обнаруживает, что заперт в своей квартире: дверь завешана цепями, телефон не работает, окна разбить невозможно, часы остановились, а телевизор показывает лишь помехи.
Через странную дыру в ванной он пускается в путешествие по параллельным мирам:127. Сначала Генри посещает заброшенную станцию метро, где встречает Синтию, считающую, что всё происходящее — не более, чем сон. Позже её убивает неизвестный. Возвращаясь в свою квартиру, по радио Генри слышит, что Синтия мертва в реальном мире. Так же умирают ещё три человека: Джаспер Гейн, который сгорает заживо в мире Леса, Эндрю ДеСальво, которого утопили в мире Водной тюрьмы, и Ричард Брейнтри, умерший на электрическом стуле в мире Здания. Почерк преступника напоминал работу покойного серийного убийцы Уолтера Салливана. Генри находит части дневника бывшего жильца квартиры 302, Джозефа Шрайбера, который расследовал это дело.
Уолтер, уже будучи мёртвым, остаётся почти бессмертным. Генри — намеченная 21 жертва. Детское проявление Салливана, малыш Уолли, прерывает убийство двадцатой жертвы — Эйлин Гэлвин — и она присоединяется к Генри. Квартиру 302 начинают населять призраки. Появляется призрак Шрайбера, который сообщает, что единственный выход — это смерть Салливана. Вскоре Генри снимает цепи с двери и находит в доме сборник исследований «Багровый Том», который сообщает, что ритуал не поможет разбудить Мать, но призовёт дьявола. После протагонист получает пуповину Уолтера, позволяющую его убить. Далее следует последняя битва между Уолтером и Генри.

### Концовки
Всего в игре представлены четыре варианта различных сюжетных окончаний. Получение концовки обусловлено такими факторами, как наличие призраков в квартире 302, состояние здоровья Эйлин и её выживание в последнем бою. В прошлых играх серии разработчики Team Silent воплощали какую-нибудь особенно смешную идею в форме глупого финала, однако в процессе производства The Room на реализацию желаемых замыслов у них просто не хватило времени. Поэтому традиционная НЛО-концовка в проекте отсутствует. Студия отмечала, что пересекающиеся с другими играми серии элементы полюбились фанатам, и констатировала факт их разочарования после прохождения.
- «Спасение» (англ. Escape) — иной мир начинает рушиться, Салливан умирает, а Генри и Эйлин убегают прочь. Малыш Уолли, умерев, исчезает. Спустя день, Генри навещает Эйлин в больнице, где она предлагает поискать им новую квартиру.
- «Мать» (англ. Mother) — та же концовка, но комната 302 остаётся в ином мире. Эйлин говорит, что ей придётся вернуться в старую квартиру.
- «Смерть Эйлин» (англ. Eileen's Death) — иной мир рушится, Генри просыпается в своей квартире. Радио сообщает, что полиция обнаружила несколько тел с вырезанными на них цифрами. Мисс Эйлин Гэлвин была направлена в госпиталь Святого Джерома, но из-за сильнейших порезов скончалась.
- «21 причастие» (англ. 21 Sacraments) — Уолтер Салливан совершает ритуал и воссоединяется со своей «матерью» — комнатой 302. После чего радио сообщает, что полиция обнаружила пять тел. Эйлин Гэлвин была доставлена в госпиталь, где через некоторое время скончалась. В квартире 302 найден изуродованный труп мужчины[41].

### Персонажи
В The Room девять основных персонажей, семеро из которых, включая протагониста и антагониста, — мужчины и две женщины. Шестеро из них обязательно умрут во время игры, судьба некоторых зависит от полученной концовки. У всех героев игры зелёные глаза. Критики, в большинстве своём, были довольны голосами персонажей, графические особенности которых также заслужили похвалы. В 2005 году Акира Ямаока признался, что действующие в игре лица были «немного слабоваты», а для создания более «сильных» героев ему не хватило времени. Предположительно, озвучивать одну из героинь должна была Донна Берк, ранее работавшая над ролями Клаудии Вульф в Silent Hill 3 и Анжелы Ороско в Silent Hill 2, однако в проекте она так и не участвовала. До выхода игры разработчики намекали, что в Silent Hill 4 будут задействованы персонажи из прошлых частей серии. Пресса предполагала, что, возможно, одним из них будет Джеймс Сандерленд, другим — Валтиэль, третьим — Хизер, однако в итоге ими оказались Уолтер Салливан и Джозеф Шрайбер.

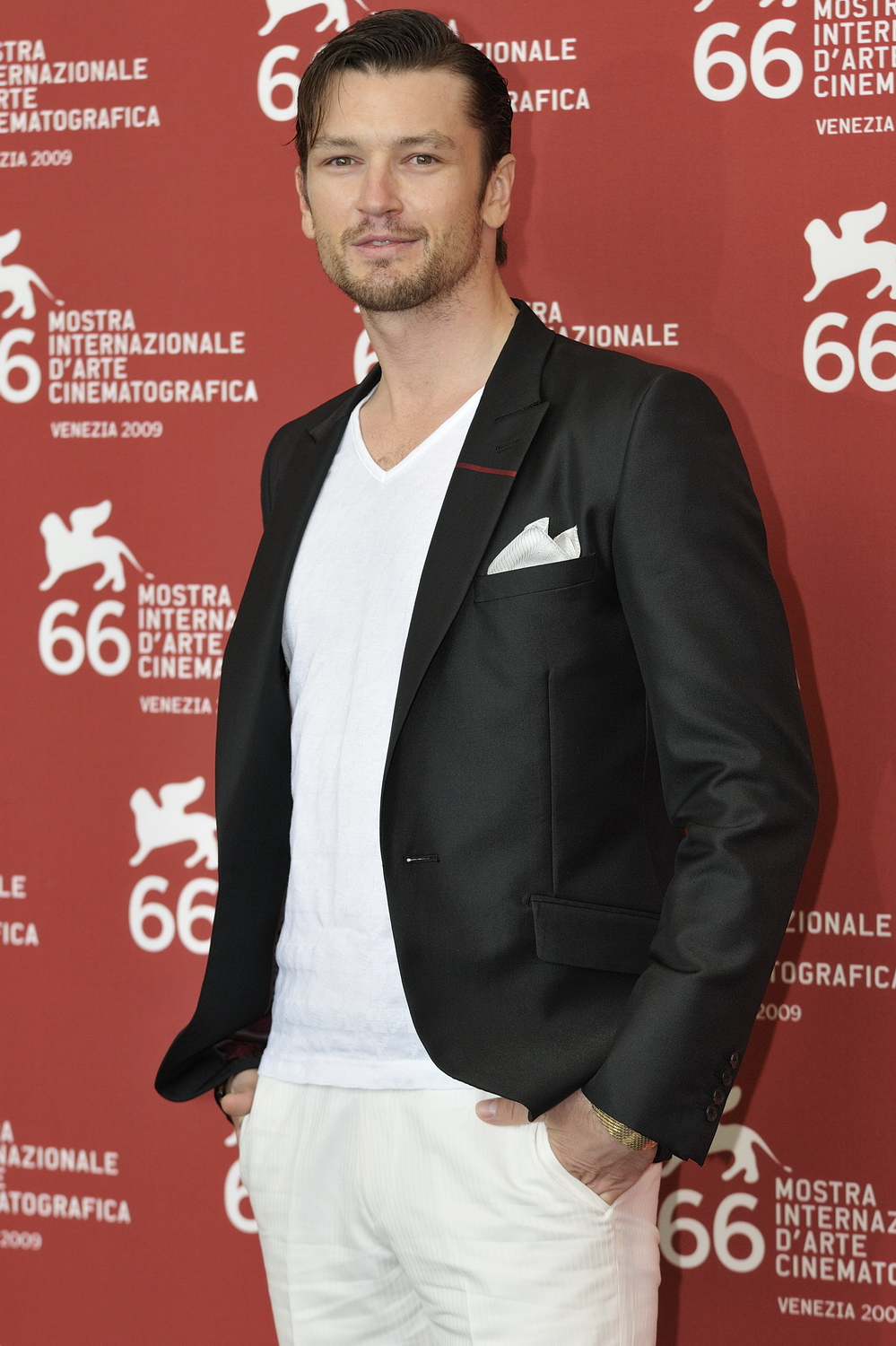
Актёр Эрик Боссик озвучивал главного героя игры — Генри Тауншенда

Главным героем игры является Генри Тауншенд (англ. Henry Townshend), которому около 20 лет. Генри — «обычный» человек, имеющий черты характера, свойственные интровертам. Тауншенд всегда сохраняет спокойствие и не выставляет своих чувств напоказ:5. На протяжении игры он остаётся неизменным, в то время как всё меняется вокруг. У разработчиков была задача стимулировать воображение игрока, чтобы он мог сам ассоциировать себя с протагонистом. Они изначально не хотели делать из главного героя неустрашимого храбреца, чтобы у игроков не возникало чувство нереальности происходящего. Персонажа озвучивает Эрик Боссик (англ. Eric Bossick). Актёр, отвечая на вопрос, легко ли было играть Генри, сказал:

Это проще, чем в кино, когда съёмочный процесс записывается камерой и всё должно быть идеально обыграно. Трудности возникают при работе с захватом движения, так как всё находится в воображении. У нас вообще нет декораций — только пустая комната, и ходить надо в костюме со светоотражающими маркерами. В этой пустой, заполненной табачным дымом комнате, мне приходилось представлять себе стены, покрытые плотью, просачивающихся призраков, гадая, какой же всё-таки будет игра.
Оригинальный текст (англ.)This is easier then in cinema, where in front of the camera everything is recorded and needs to be perfect in your performance.  The difficulty with motion capture work is that everything is in the imagination.  We don`t have a set, just an empty room and you wear a suit with reflective dots on it.  From being in this empty tobacco smoke filled room I’d have to imagine walls made of flesh, and body part ghosts, without knowing how the game would really turn out to look like.

Кроме того, актёр восхищался воплощениями в оригинальной серии Пирамидоголового и Валтиэля. В ответ на критику своего героя Боссик заявил, что, как правило, игровые персонажи не бывают продуманными в полной мере, однако оценил растущую тенденцию глубокого погружения в игры, «поскольку они становятся всё больше похожими на кино, а если точнее — интерактивное кино». По итогам SMS-голосования, проводившегося с 26 октября по 1 декабря 2004 года журналом «Игромания», Генри занял последнее четвёртое место среди самых запоминающихся главных героев серии — ему было отдано всего 80 голосов из 1022. Обозреватели отмечали его роль благородного спасителя, о котором, впрочем, неизвестны ни его биография, ни профессия, ни семейные тайны.
В противовес герою в игре выступает главный антагонист — серийный убийца и психопат Уолтер Салливан (англ. Walter Sullivan). Единый в двух лицах, он появляется в игре как лохматый длинноволосый мужчина средних лет с «мерзкой ухмылкой», а также в образе угрюмого мальчика пяти лет, как воплощение детской души Уолтера. Персонажа озвучивает Дэннис Фэлт (англ. Dennis Falt). Среди мужских персонажей в Silent Hill 4 также присутствует суперинтендант Фрэнк Сандерленд (англ. Frank Sunderland). Критики задавались вопросом о возможной связи нововведённого персонажа и главного героя Silent Hill 2 Джеймса Сандерленда. Так, Тимур Хорев, рецензент журнала «Лучшие компьютерные игры», относительно Фрэнка осторожно предположил, что разработчики вряд ли бы стали делать его однофамильцем. То, что отцом Джеймса Сандерленда является управляющий дома в Silent Hill 4, выяснил Иван Васильев из 3DNews. О Джозефе Шрайбере (англ. Joseph Schreiber), другом мужском персонаже Silent Hill 4, известно, что он проводил журналистское расследование в отношении действующей в приюте секты и стал очередной жертвой Уолтера Салливана. После своей гибели уже в качестве дружелюбного привидения он помогает главному герою в концовке. Персонажа озвучивает Роберт Белгрейд (англ. Robert Belgrade). Предположительно, игрок в самом начале управляет именно Шрайбером, так как фотографию Генри на стене герой не узнаёт. Вместе с тем, в игре прослеживается схожесть их судеб. Джаспер Гейн (англ. Jasper Gein) характеризовался как «высокий и нескладный паренёк», исследователь древних культов и любитель паранормального, желающий изучить религию Сайлент Хилла. Одет в футболку с изображением Инкуба, босса первой части серии. Согласно базе данных Internet Movie Database, персонажа озвучивал Клиффорд Риппель (англ. Clifford Rippel), хотя в интервью он отрицал своё участие в проекте. В игре встречаются охранник Эндрю ДеСальво (англ. Andrew DeSalvo) и «мрачный мужчина в костюме и галстуке» Ричард Брейнтри (англ. Richard Braintree).
Эйлин Гэлвин (англ. Eileen Galvin), белая женщина, характеризуемая критиками как «прехорошенькая девчушка», в игре появляется в роли «объекта благородного спасения». Во второй половине The Room она получает травмы, что, по мнению обозревателей, лишь делало её более сексуальной. Хотя иные авторы отзывались о ней как о хромой партнёрше-инвалидке. Её характер имеет тенденцию к сильной зависимости от других:5. Салливану была нужна живая мама, и поэтому он решил ввести девушку в свои планы по возрождению дьявольской «матери». Эйлин искренне беспокоится за пропавшего соседа, но ничего не может сделать. Персонажа озвучивает Анна Каннек (англ. Anna Kunnecke). Синтия Веласкес (англ. Cynthia Velasquez), представляет собой женщину латиноамериканского происхождения, первого человека, которого Генри встречает в потустороннем мире. Считала, что всё происходящее — сон, поэтому просила у протагониста помощи в обмен на «особую услугу» сексуального характера. Идейным вдохновителем образа призрачной Синтии стала Садако из фильма «Звонок» и онрё. В отличие от Эйлин, героиня обозревателями характеризовалась как неприхотливый персонаж, которая со временем превращается в длинноволосую ведьму, после смерти утерявшую свой шарм. Фактически эротика, на которую намекала героиня, была самым логичным способом закончить кошмар. Синтия говорит голосом Лизы Ортис (англ. Lisa Ortiz). В проекте также была упомянута Алесса из Silent Hill.

## Разработка и выпуск

### Создатели

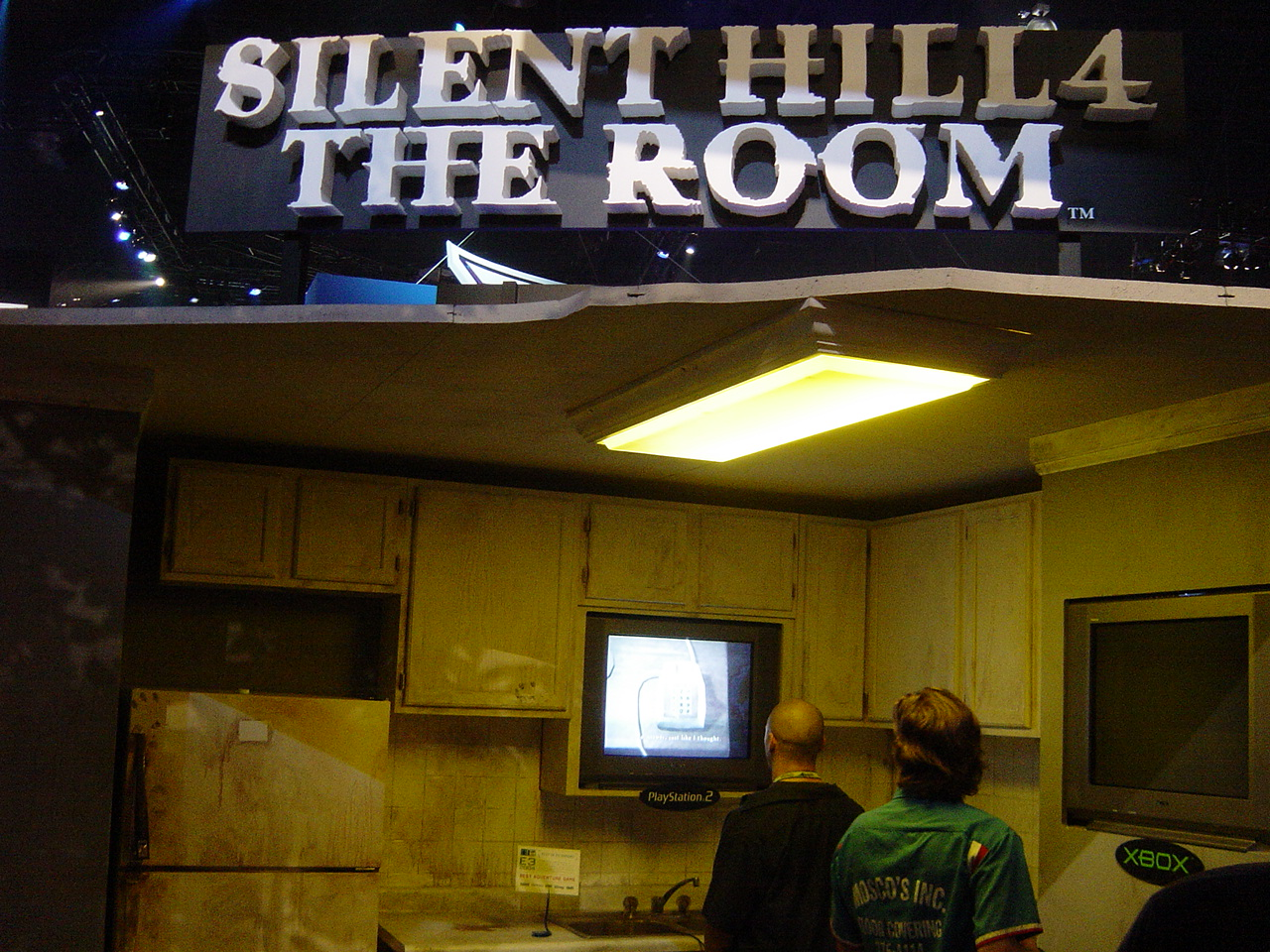
Silent Hill 4: The Room на E3 2004

Четвёртая часть серии Silent Hill разрабатывалась в течение 2,5 лет группой Team Silent под руководством компании Konami Computer Entertainment Tokyo. Работы над The Room начались после выпуска Silent Hill 2, параллельно с Silent Hill 3. Создатели задались целью реализовать свежий стиль игры, который бы задал новое направление серии. Впервые новости о разработке были обнародованы в октябре 2003 года. Konami официально подтвердила эту информацию в День игроков 2004 — девятого января.
Silent Hill 4 была спродюсирована Акирой Ямаока, который так же выступил звукорежиссёром и композитором. Сугуру Муракоси, занимавшийся постановкой сцен в Silent Hill 2, занял пост сценариста и режиссёра, а Масаси Цубояма, режиссировавший дополнение Born from a Wish стал арт-директором. К тому моменту, Масахиро Ито, создававший дизайн декораций и монстров стал фрилансером, а разработчики первой части сериала Кэйитиро Тояма, Наоко Сато и Исао Такахаси перешли работать в Sony. Сценарист Хироюки Оваку вовсе ушёл из игровой индустрии.
Рабочее название игры — Room 302. По информации некоторых игровых издательств, игра первоначально разрабатывалась как спин-офф, и не была напрямую связана с основной серией:126. Есть мнение, что её принадлежность к франшизе являлась маркетинговым ходом издателя. Silent Hill 4 — заключительный проект, который создавался ныне не существующей группой Team Silent. Большинство последующих сиквелов, приквел и новых интерпретаций были созданы хоть и под руководством Konami, но уже иными разработчиками.

### Выход игры и продажи
Впервые игра была представлена на конференции Electronic Entertainment Expo, проходившей с 12 по 14 мая 2004 года в Лос-Анджелесе. В South Hall имелся отдельный стенд, выглядящий как «самая настоящая комната, вывернутая обшарпанными стенами наружу». На входе расположились мусорные баки и лужа «непонятной субстанции». Изнутри стенд представлял собой «кухню с постаревшим и забрызганным кровью кафелем» и «грязными окнами». Над «ржавыми раковинами» находился вмонтированный экран, джойстик был присоединён к рукомойнику, шнур от которого уходил вглубь сантехнических коммуникаций.
Silent Hill 4: The Room была выпущена в Японии 17 июня 2004 года на платформах PlayStation 2 и Xbox. Microsoft подтверждала, что порт с Xbox совместим с консолью Xbox 360. В Северной Америке и Европе релиз произошёл 7 сентября того же года. Те, кто купил игру по предзаказу, бесплатно получили диск с саундтреком. Первоначально представители издателя заявляли, что проект станет консольным эксклюзивом, однако в мае 2004 года была анонсирована версия The Room для PC. На базе операционной системы Microsoft Windows проект появился 9 сентября в США, и 24 сентября 2004 года в Европе. Российским дистрибьютором четвёртой части серии выступила компания «СофтКлаб». Игра была выпущена исключительно на PlayStation 2, локализации она не подвергалась и распространялась на английском языке. Игра неоднократно переиздавалась на PlayStation 2: в 2005 году в рамках издания Konami the Best; 7 июля 2006 года в составе сборника Silent Hill Complete Set, в который попали все вышедшие на тот момент игры серии; наряду с двумя предшественницами в 2006 году как часть европейского сборника Silent Hill Collection, появившегося из-за выпуска киноадаптации «Сайлент Хилл». Последний релиз под названием Konami Dendou Selection состоялся 28 января 2010 года.
The Room не была включена в переиздание Silent Hill HD Collection. Продюсер проекта Томм Хьюллет заявил, что его команда пыталась сосредоточиться на том, что фанатам нравится больше всего. По словам Томма — если «вы фанат Silent Hill, то <…> любите вторую или третью часть», тем самым отвергаю идею появления игры в HD в настоящий момент, хоть и оставляя такую возможность в будущем. 18 октября 2012 года четвёртая часть серии была выпущена в рамках программы «PS2 Classics» для PlayStation Network на платформе PlayStation 3. В 2025 году по программе GOG Preservation Program четвёртая часть серии получила обновление в виде семи сцен, которые ранее были недоступны в РС-версии игры.  
Silent Hill 4 возглавила топ-чарты игровых продаж в Японии, но упала до 10-го места неделю спустя. Согласно официальным заявлениям Konami, продажи игры на территории Северной Америки прошли «благоприятно». Согласно рейтингам российской прессы, Silent Hill 4 трижды попадала в хит-парад топ десяти самых продаваемых игр: на седьмом месте в Великобритании (версии для PS2 и Xbox), и на девятом в Москве (версия для PS2) — с относительным рейтингом продаж в двадцать один балл. Всего было продано около полумиллиона экземпляров игры.

### Концепция
| Системные требования    | Системные требования               | Системные требования                       |
| ----------------------- | ---------------------------------- | ------------------------------------------ |
|                         | Минимальные                        | Рекомендуемые                              |
| Microsoft Windows       |                                    |                                            |
| ОС                      | Windows XP, Windows ME, Windows 98 | Windows XP, Windows ME, Windows 98         |
| ЦПУ                     | Pentium III 1 ГГц                  | Pentium 4/Athlon XP 2 ГГц                  |
| Объём ОЗУ               | 256 Мб                             | 512 Мб                                     |
| Место на диске          | 3 Гб                               | 3,7 Гб                                     |
| Информационный носитель | DVD                                | DVD                                        |
| Видеокарта              | GeForce 3 Ti или выше              | GeForce 4 Ti или выше                      |
| Звуковая плата          | DirectX 9.0                        | DirectX 9.0                                |
| Устройства ввода        | клавиатура, компьютерная мышь      | клавиатура, компьютерная мышь, USB-геймпад |

Концепция новой структуры игры — идея комнаты, как «самой безопасной части вашего мира», и, впоследствии, трансформация её в опасную зону. На первом публичном показе проекта в Сан-Франциско Акира Ямаока заявил, что разработчики опровергнут выражение «мой дом — моя крепость», дискредитируя понятие дома как убежища, укрытия, защиты от опасностей внешнего мира. Вид от первого лица появляется в этой локации с целью вызова клаустрофобии у игроков. Разработчики сохранили классический вид от третьего лица во всех остальных локациях, чтобы сделать акцент на экшен и боевую систему.
Единственное место сохранения в игре задумывалось как специальное ограничение, целью которого являлось получение более острых ощущений. Возвращение в квартиру, по словам разработчиков, можно описать как головную боль, но предоставление игрокам возможности сохранения в любой точке сделало бы игровой процесс менее волнующим. Уменьшение количества загадок обосновывалось особенностью игровой системы — все её элементы были объединены в один уровень сложности. Повторение локаций, по замыслу создателей, должно было подчеркнуть изменения персонажей, продемонстрировать психологический аспект хоррора. Отсутствие тумана и тьмы, несмотря на негативное влияние на атмосферу, делало акцент на так называемый «очевидный ужас», где перед игроком встаёт вопрос, что делать с монстром, а не гадать, есть ли он.

Масаси Цубояма (англ. Masashi Tsuboyama), дизайнер Silent Hill 4, заявил, что так как игра представляла собой четвёртую часть серии, команда разработчиков хотела существенных различий по сравнению с прошлыми играми. Он заметил, что ранее Silent Hill напоминал линейную карту, выглядящую как сюжетный путь в одну сторону, однако помещение центральной части в середину придавало основной сюжетной линии трёхмерности. Вид от первого лица был создан с целью продемонстрировать разницу атмосфер, а также протестировать возможности будущих воплощений Silent Hill. 
Мы уверены, что уже можем выразить ужас через шутер… Думаю, что фэны действительно сойдут с ума, если мы смешаем Silent Hill с некоторыми элементами, скажем, Splinter Cell. Трудно сказать, как поклонники будут реагировать на это. Однако мы чувствуем много ограничений в создании хоррора. Мы должны сосредоточиться на том, что хочет игрок, за что он платит. И в то же время мы намереваемся передать то, что сами хотим сказать об играх.
Акира Ямаока считал, что самой важной вещью в производстве игр жанра ужасов является реалистичность. В случае, если разработчики не могут достоверно выразить действительность, то игроки будут чувствовать разницу миров, а если у них это получится, то люди будут ощущать нагнетаемую атмосферу страха. По его мнению, The Room наполнена большим количеством подлинных ощущений и естественных проявлений жизни, «вызывающих у игроков беспокойство и заставляющих презрительно сморщить лоб». Продюсер сосредоточивался на сохранении баланса между этими двумя составляющими. «Ужас состоит в том, когда не понимаешь, что с тобой происходит. Я считаю, что каждый может прочувствовать эту атмосферу в игре».
В создании Silent Hill 4 Team Silent попыталась реализовать множество изменений, часть из которых они впоследствии признали успешными, а часть — неудачными. Основная идея, согласно которой игрок мог переходить из квартиры в альтернативные миры, по мнению студии, идеально подходила для хоррора. Однако проекту не хватило глубины и актуального игрового процесса.

### Влияние

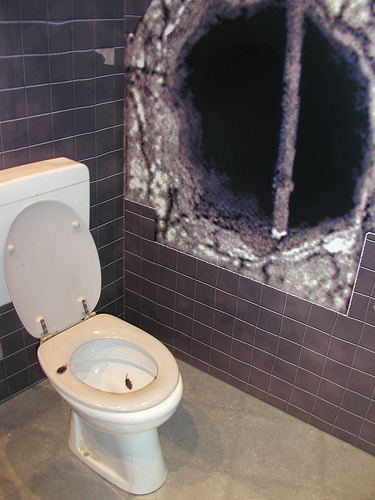
Модель дыры в квартире Генри на GC 2004

Даниэль Этерингтон (англ. Daniel Etherington), сотрудник BBC Collective отметил, что The Room, как и предыдущие игры серии, содержит отсылки к фильму «Лестница Якова». В статье также упоминалось, что протагонист Генри похож на актёра Питера Краузе, иные обозреватели отмечали сходство с Эштоном Кутчером. Архитектура комнаты и появление в ней дыр сравнивались с неевклидовым пространством в романе Марка Данилевски «Дом листьев» (англ. House of Leaves). Другие аллюзии отсылали к роману «Ребёнок Розмари» Айры Левина, сериалу «Твин Пикс» и творчеству Стивена Кинга. Создатели признались, что наиболее существенным идейным вдохновителем игры был роман «Дети из камеры хранения» Рю Мураками. Они сообщали, что проект вплотную приблизился к таким картинам как «Изгоняющий дьявола» Уильяма Фридкина, «Пятница, 13-е» Шона Каннингема и «Кошмар на улице Вязов» Уэса Крэйвена. Игровая пресса также отметила отсылки к фильмам «Звонок», «Зловещие мертвецы», «Окно во двор», «Быть Джоном Малковичем», «Страшилы», «Полтергейст» и аниме-сериалу «Евангелион».
Акира Ямаока, обсуждая различия между японскими и голливудскими ужасами отметил, что японские имеет тенденцию показывать невидимого врага, темы мести, ненависти, печальной сюжетной линии. Голливудские ужасы сосредотачиваются на злых духах, зомби и спецэффектах. «Современный американский хоррор — в качестве таких представителей как Стивен Кинг и Дэвид Линч, — действительно влиял на нас. Таким образом, мы, японцы, создавали хоррор с западной стилистикой, что придавало ему необычности». По его мнению, на игру также повлияли детские воспоминания и культура Японии. Вращающийся гироскоп в сцене финальной битвы очень напоминал двигатель космического корабля из фильма «Сквозь горизонт».

### Монстры
В игре представлено порядка одиннадцати различных видов монстров. Некоторые из них, такие как Инвалидные коляски (англ. Wheelchair) и Призраки (англ. Ghosts) бессмертны, что вызвало недовольство многих критиков. Разработчики сообщали, что образ призрака глубоко укоренился в японской культуре. В проекте он предстаёт как неутомимое существо, которое неустанно преследует игрока, что пугает любого человека, независимо от его происхождения. В ответ на негативную критическую реакцию, Имамура и Ямаока признавали проблему, говоря о том, что этот тип монстров был чересчур навязчив: «Игроков раздражала необходимость постоянной беготни от призраков, и как следствие они были не в состоянии полностью оценить красоту игрового мира». Уже после релиза они сообщали, что сама концепция Призраков была неплохой, но студия переборщила с их силой. После поражения, они возвращались к битве спустя от 3 до 10 секунд, «… и если бы мы могли что-либо изменить, то мы бы увеличили период ошеломления до 15-60 секунд», чтобы дать игрокам передышку:129.
Большинство из противников, таких как Резиноголовые (англ. Gum head), Слизни (англ. Tremer) и другие, способны к пространственному перемещению, за исключением Настенников (англ. Wall man), вросших в стену, и Поганок (англ. Toadstool) — кроваво-красных растений с закруглённой «головкой» грибообразного вида. Монстром, визуально похожим на противников из предыдущих частей серии являются Ищейки (англ. Sniffer dogs) — собакообразные существа с длинными языками, высасывающие кровь из своей добычи. Пациенты (англ. Patient) обозревателям напомнили Медсестёр. Есть мнение, что именно благодаря Червю появлялись дыры. Перед выходом The Room монстра Близнецы (англ. Twin victims 07 + 08), визуально выглядящего как два сросшихся младенца, планировалось убрать из игры, после того как в Доминиканской Республике родился двухголовый ребёнок. Резиноголовые символизируют ненависть Уолтера, направленную на взрослый мир.

## Игровой движок
Изначально Konami планировала разработать для Silent Hill 4 специальный игровой движок и выпустить игру на PlayStation 3, однако задержка выхода новой консоли воспрепятствовала практической реализации идеи. Впоследствии разработчики заключили соглашение с Хидэо Кодзимой с целью использования технологии движка Metal Gear Solid 3. Однако и от этой идеи было решено отказаться. В итоге, в основе The Room был использован переработанный движок от Silent Hill 3.

### Обзоры
Рецензенты по-разному характеризовали графику игры. Обозреватели журнала «Игромания» считали, что в The Room она весьма посредственная, хуже предыдущего проекта студии Silent Hill 3. Они отмечали, что ресурсы консоли практически исчерпаны, «поэтому всё, что остаётся разработчикам, — это выжимать последние соки из старого движка и отчаянно дорабатывать анимацию». Поддерживал эту точку зрения и Сергей Светличный, рецензент журнал «Домашний ПК». Графика оказалась заметно слабее своего предшественника, локации показались критику довольно обыденными, а реалистичные тени, по его мнению, в проекте вовсе отсутствуют. Критик ресурса Absolute Games Владимир Горячев считал, что Konami «в который раз скармливает народу одни и те же локации… но обставляет это со вкусом, не экономя на деталях». Блёклая, местами чуть ли не монохромная, палитра вкупе с кинематографическими ракурсами виртуальной камеры с эффектом плёночного «зерна» усиливают впечатление, однако мутные текстуры антуражей портят фотографический вид. Иван Закалинский затруднялся дать графической составляющей проекта однозначную оценку — с одной стороны модели персонажей и монстров были высокополигональными, с другой, некоторые текстуры были «отвратительны», однако в целом графика оставила положительное впечатление у обозревателя.

## Саундтрек

### Производство и выпуск
Саундтрек к Silent Hill 4: The Room, записанный на стыке таких жанров как даунтемпо, эмбиент и альтернативный-рок, был выпущен 17 июня 2004 года. Релиз состоял из двух компакт-дисков, первый содержал избранные музыкальные темы из игры, а второй — аудиоспектакль на японском языке в исполнении Тейсуи Ичирюсаи (англ. Teisui Ichiryusai). Спектакль был записан в токийской студии в марте 2004 года. В европейском издании саундтрека второй диск отсутствует, оформление также отличается от оригинального японского релиза. Также 7 июня Konami в качестве промо выпустила премиум-диск с тремя композициями. 20 августа был выпущен диск Robbie Tracks, тоже состоящий из трёх композиций. 8 сентября того же года состоялся американский релиз ограниченного издания альбома, включавшего в себя семь новых композиций, часть из которых были ремиксами.
Композитором альбома выступил Акира Ямаока, автором слов — Хироюки Оваку. В альбоме представлены пять вокальных композиций — в четырёх из них ведущим вокалистом является Мэри Элизабет Макглин («Tender Sugar», «Your Rain», «Room of Angel», «Waiting For You»), в одной — Джо Ромерса («Cradle of Forest»). Ромерса также перевёл песенную лирику на английский язык. В 2010 году на песню «Cradle of Forest» Джо, совместно с Макглин и Ямаока, сняли одноимённый клип.
Альбом вошёл в сборник Silent Hill Sounds Box, который был выпущен 16 марта 2011 года. Отдельной примечательной особенностью записи является «Your Rain (Reprise)» — фрагмент припева песни, наложенный на эмбиентовое сопровождение музыкальной темы «Result», звучавшей в окне статистики, трип-хоп композиции «Last Walk» и «Moments In Bed», «A Monster In Her Eyes» — перемикшированный трек «The Last Mariachi», а также «Clown Parade», «Serious» и «Until The Stars Go Out». Короткая версия песни «Your Rain» была включена в видеоигры Dance Dance Revolution Extreme и Dance Dance Revolution SuperNOVA. В качестве видеоряда к первой игре выступал ролик, в котором Синтия поёт под дождём, восседая на старом диване и танцуя на площадке.
Общаясь с представителями прессы в Сан-Франциско, Акира Ямаока заявил, что уделял много внимания написанию саундтрека. Первоначально было неизвестно, будет ли музыка выходить на отдельном диске — «Даже если Konami скажет, что им не нужен саундтрек, я его напишу — а там уж от них всё зависит». В конце апреля на сайте Konamistyle.com появилось несколько музыкальных отрывков из грядущей игры, выложенные в интернет в рекламных целях. Впоследствии основной альбом распространялся в качестве бонуса по предзаказам игры, а треки были доступны для бесплатного скачивания на официальном сайте Silent Hill 4. Говоря о процессе создания музыки для серии Silent Hill и определяя её стиль, композитор обмолвился: «Гнев и печаль мы выражаем одинаково. Я ставлю перед собой задачу раз за разом делать их проявления более разнообразными… Едва вы слышите первые звуки Silent Hill, вы сразу погружаетесь в его мир. Так что я бы, пожалуй, назвал этот стиль „Кукловодом“».
Мэри Элизабет Макглин, описывая свои чувства к композиции «Waiting For You», имитирующее живое выступление в одном из клубов Сайлент Хилла, не понимала почему трек не вошёл в Silent Hill 4 в оригинальном варианте. Когда она впервые слушала ремикс, ощущала, как будто действительно выступает живьём на стадионе Уэмбли. В игре композиция отсутствовала, а на диске указана как концертная версия, записанная в клубе Heaven’s Night. Ямаока стилизовал оригинал под живую версию: добавил в качестве звукового антуража шум и аплодисменты воображаемых зрителей. Название клуба в свою очередь он позаимствовал из второй части серии.

### Критика
Альбом, в большинстве своём, получил положительную оценку критиков. Обозреватель ресурса Game-OST под ником Mars отмечал, что саундтрек сочетает в себе не только атмосферный и лирический, но также динамичный и размеренный лад. Атмосферная часть, по его мнению, «выше всяких похвал». Композитор продолжил работать с эмбиентными шумами, а индустриальные нотки получили новое развитие. «Саундтрек, безусловно, удался. Нет, он не вывел серию на новый уровень, но он расширил глубину восприятия настолько, что говорить о новых уровнях становится бессмысленно». Однако высказывались и противоположные точки зрения. Так, обозреватель Absolute Games заявил, что композитору «дифирамбов не будет. Индустриальный „нойз“ окончательно потерял сочность, а титульную песню можно прямо сейчас отправлять на отчётный концерт „Фабрики звёзд“».
Рецензенты портала Square Enix Music Online по-разному оценивали игровой саундтрек. Критик Sitorimon написал восторженный отзыв, поставив альбому 9 баллов из 10 возможных. Положительно охарактеризованы вокальные композиции и музыкальные интерлюдии. «Tender Sugar» охарактеризована как медленная, низкочастотная гитарная композиция в стиле дарквейв, которая задаёт тон всему альбому; «Cradel of Forest» с вокалом Джо Ромерсы как «броская рок-песня»; «Your Rain» признана своего рода «гимном» сборника; «Room of Angel» — «самым мрачным треком альбома»; а «Waiting For You» «цепляет слушателя гранжевым роком». Дополнение «Inescapable Rain In Yoshiwara», по словам автора, могло бы восприниматься лучше, если бы оно было озвучено на английском языке.
Критик Resk был более сдержан в оценках, и отметил альбом 7 баллами из 10. Лёгкий диссонанс большинства треков назван отличительной чертой серии Silent Hill. Положительно отмечены такие треки как «Traversing the Portals of Reality», «Into the Depths of Self Discovery», и «Fortunate Sleep — Noone Disturb Her Dead» (представляющая собой атмосферную композицию «с лёгким битом ударных инструментов… и фантастической смесью фортепьяно и синтезатора»). Голос Ромерсы в альбоме назван «неуместным» и «неправильным». В противоположность поставлено «сильнейшее вокальное» и эмоциональное исполнение Макглин. В заключительной характеристике альбом был назван «не столь впечатляющим, как предыдущие работы серии».
Рецензент Resk также оценил американский релиз ограниченного издания саундтрека 6 баллами из 10. Из семи новых треков «достойным является только один — „Lifetime“». Положительно охарактеризованы ремиксы на композиции «Fortunate Sleep», «Resting Comfortably», «Your Rain и Tender Sugar». Подводя итог, автор отмечает малое количество свежего материала и заявляет: «Грубо говоря, альбом разочаровывает. Все вместе взятые композиции создают довольно приятное впечатления, но каждый элемент сам по себе довольно слаб».
Положительно прессой был встречен выход Robbie Tracks, который распространялся вместе с футболкой, изображающей зайчика Робби: «[Мини-альбом] — это три техно-трека…, названия которых указывают на языковую принадлежность использованных в композициях слов… С этим персонажем также связан известный ролик „Usagi“… В ролике звучит техно — это видимо и есть связь игры с музыкальным диском. Логика простая: зайчики любят техно!». Оценка альбома составила 7 баллов из 10.

### Список композиций
| №                   | Название                                                                                              | Длительность |
| ------------------- | --- | ------------ |
| 1.                  | «Tender Sugar» (в исполнении Мэри Элизабет Макглинн)                                                  | 5:32         |
| 2.                  | «Waverer»                                                                                             | 2:54         |
| 3.                  | «Fortunate Sleep — Noone Disturb Her Dead —»                                                          | 2:06         |
| 4.                  | «Melancholy Requiem»                                                                                  | 3:53         |
| 5.                  | «Confinement»                                                                                         | 2:27         |
| 6.                  | «Drops of Shame»                                                                                      | 2:49         |
| 7.                  | «The Suicidal Clock Chime»                                                                            | 1:10         |
| 8.                  | «Silent Circus»                                                                                       | 2:55         |
| 9.                  | «Traversing the Portals of Reality»                                                                   | 2:03         |
| 10.                 | «Into the Depths of Self Discovery»                                                                   | 2:55         |
| 11.                 | «Cradel of Forest» (в исполнении Джо Ромерсы с бэк-вокалом Мэри Элизабет Макглинн)                    | 6:30         |
| 12.                 | «Resting Comfortably»                                                                                 | 0:51         |
| 13.                 | «Nightmarish Waltz»                                                                                   | 3:09         |
| 14.                 | «Pulsating Ambience»                                                                                  | 3:04         |
| 15.                 | «Your Rain» (в исполнении Мэри Элизабет Макглинн)                                                     | 4:42         |
| 16.                 | «The Last Mariachi»                                                                                   | 1:37         |
| 17.                 | «Wounded Warsong»                                                                                     | 3:12         |
| 18.                 | «Underground Dawn — Never Come»                                                                       | 2:12         |
| 19.                 | «Fever Chill»                                                                                         | 2:28         |
| 20.                 | «Remodeling»                                                                                          | 2:54         |
| 21.                 | «Room of Angel» (в исполнении Мэри Элизабет Макглинн)                                                 | 7:08         |
| 22.                 | «Waiting for You ~ LIVE at Heaven's Night ~ (unreleased tunes)» (в исполнении Мэри Элизабет Макглинн) | 6:19         |
| Общая длительность: | Общая длительность:                                                                                   | 72:50        |

| №                   | Название                     | Длительность |
| ------------------- | ---------------------------- | ------------ |
| 1.                  | «Ichikotsu (D)»              | 7:18         |
| 2.                  | «Tangin (E)» (Instrumental)  | 1:37         |
| 3.                  | «Hyoujou (F)»                | 8:47         |
| 4.                  | «Shosetsu (F Sharp)»         | 5:35         |
| 5.                  | «Shimomu (G)» (Instrumental) | 2:19         |
| 6.                  | «Soujou (G Sharp)»           | 4:26         |
| 7.                  | «Fushou (A)»                 | 4:38         |
| 8.                  | «Oushiki (A Sharp)»          | 7:07         |
| 9.                  | «Rankei (B)»                 | 2:54         |
| 10.                 | «Banshiki (C)»               | 3:39         |
| 11.                 | «Shinsen (C Sharp)»          | 4:36         |
| 12.                 | «Kamimu (D)»                 | 4:08         |
| Общая длительность: | Общая длительность:          | 57:04        |

| №   | Название                                                                                              | Длительность |
| --- | --- | ------------ |
| 1.  | «Room of Angel» (в исполнении Мэри Элизабет Макглинн)                                                 | 6:40         |
| 2.  | «Melancholy Requiem»                                                                                  | 3:53         |
| 3.  | «Cradel of Forest» (в исполнении Джо Ромерсы)                                                         | 6:34         |
| 4.  | «Sliced»                                                                                              | 1:06         |
| 5.  | «Fortunate Sleep - Cat Scratchism Mix»                                                                | 3:05         |
| 6.  | «Mayheim I»                                                                                           | 5:16         |
| 7.  | «Sunrise»                                                                                             | 1:01         |
| 8.  | «Resting Comfortably - Nasty Remix»                                                                   | 2:17         |
| 9.  | «Nightmarish Waltz»                                                                                   | 3:12         |
| 10. | «Lifetime»                                                                                            | 1:14         |
| 11. | «Last Movie»                                                                                          | 1:06         |
| 12. | «Tender Sugar» (в исполнении Мэри Элизабет Макглинн)                                                  | 5:27         |
| 13. | «Your Rain» (в исполнении Мэри Элизабет Макглинн)                                                     | 4:41         |
| 14. | «Two Evils»                                                                                           | 2:04         |
| 15. | «Underground Dawn - EEE Mix»                                                                          | 4:12         |
| 16. | «Memories II»                                                                                         | 3:34         |
| 17. | «Tender Sugar - Empire Mix» (в исполнении Мэри Элизабет Макглинн)                                     | 5:14         |
| 18. | «Waverer - Slide Mix»                                                                                 | 3:04         |
| 19. | «Your Rain -Rage Mix- (from DDR Extreme)» (в исполнении Мэри Элизабет Макглинн)                       | 1:29         |
| 20. | «Waiting for You ~ LIVE at Heaven's Night ~ (unreleased tunes)» (в исполнении Мэри Элизабет Макглинн) | 6:19         |

| №                   | Название            | Длительность |
| ------------------- | ------------------- | ------------ |
| 1.                  | «German»            | 5:14         |
| 2.                  | «French»            | 6:10         |
| 3.                  | «Swedish»           | 4:29         |
| Общая длительность: | Общая длительность: | 15:53        |

| №  | Название           | Длительность |
| -- | ------------------ | ------------ |
| 1. | «Room of Angel»    |              |
| 2. | «Confinement»      |              |
| 3. | «Cradel of Forest» |              |

## Оценки и мнения
| Сводный рейтинг       | Сводный рейтинг | Сводный рейтинг | Сводный рейтинг |
| Издание               | Оценка          | Оценка          | Оценка          |
| Издание               | PC              | PS2             | Xbox            |
| --------------------- | --------------- | --------------- | --------------- |
| GameRankings          | 70,35 %         | 75,91 %         | 73,16 %         |
| Metacritic            | 67/100          | 76/100          | 76/100          |
| Иноязычные издания    |                 |                 |                 |
| Издание               | Оценка          | Оценка          | Оценка          |
| Издание               | PC              | PS2             | Xbox            |
| 1UP.com               | C               | B               | C+              |
| ActionTrip            | 7,8/10          | 7,8/10          | 7,8/10          |
| CVG                   | N/A             | 6,3/10          | N/A             |
| Eurogamer             | N/A             | 7/10            | 6/10            |
| GamePro               | N/A             | 4/5             | N/A             |
| GameRevolution        | N/A             | B               | N/A             |
| GameSpot              | 7,6/10          | 7,9/10          | 7,9/10          |
| GameSpy               | 3,5/5           | 4/5             | 4/5             |
| IGN                   | 6,9/10          | 8/10            | 8/10            |
| TeamXbox              | N/A             | N/A             | 8,2/10          |
| XboxAddict            | N/A             | N/A             | 96 %            |
| GameStats             | 7,8/10          | 8/10            | 8/10            |
| Русскоязычные издания |                 |                 |                 |
| Издание               | Оценка          | Оценка          | Оценка          |
| Издание               | PC              | PS2             | Xbox            |
| Absolute Games        | 53 %            | N/A             | N/A             |
| «PC Игры»             | 7/10            | N/A             | N/A             |
| PlayGround.ru         | 8,2/10          | N/A             | N/A             |
| «Домашний ПК»         | [ 47 ]          | N/A             | N/A             |
| «Игромания»           | 7,5/10          | N/A             | N/A             |
| «ЛКИ»                 | Орден           | N/A             | N/A             |
| «Мир фантастики»      | 8/10            | N/A             | N/A             |
| «НИМ»                 | 8,5/10          | N/A             | N/A             |
| «Страна игр»          | N/A             | 6,5/10          | N/A             |
| BestGamer             | 8,6/10          | N/A             | N/A             |

### Рейтинги
Согласно рейтингам сайта-агрегатора Metacritic средняя оценка игры для консолей PlayStation 2 и Xbox совпала, и составила 76 баллов из 100. Аналогичный показатель для PC был ниже — 67 баллов из 100. Агрегатор GameRankings поставил четвёртой части серии среднюю оценку в 75,91 % для PS2-версии, несколько ниже, 73,16 % для Xbox, и ещё ниже, 70,35 % для персональных компьютеров. От GameStats консольные версии получили 8 баллов из 10, а PC-версия — 7,8 балла. После выхода в 2004 году, игра привлекала внимание центральных выпусков новостей CNN, BBC и The Times. IGN в превью на E3 2004 назвал Silent Hill 4 лучшей приключенческой игрой PlayStation 2. По итогам 2004 года, Игорь Варнавский, рецензент журнала «Игромания», назвал Silent Hill 4 провалом года, отметив «нелогичность и зачастую практически неразрешимость головоломок» и музыку, «ставшей хуже на несколько порядков». Игра, занявшая 12-е место, вошла в «Топ 25 лучших хоррор-игр всех времён», в соответствии с рейтингом Эрика Свэйна (англ. Eric Swain), представителя ресурса Gameranx.
Тимур Хорев, рецензент журнала «Лучшие компьютерные игры», предоставил охваченной призраками квартире второе место в рейтинге «Царство страха: десять самых жутких моментов в играх». О ней было сказано: «Квартира… сначала кажется тихой гаванью, базой, где можно подлечиться, порыться в сундуке, выглянуть в окошко или в дверной глазок… Всё меняется на середине игры, когда безобидная квартира становится прибежищем призраков и царством кошмаров». The Room уступила первое место посещению приюта Шейлбридж из игры Thief: Deadly Shadows. Призраки заняли второе место в рейтинге «Пять жутких монстров» от журнала «Игромания». Пётр Мелехов отмечал, что жертвы Уолтера Салливана являются «невоспетыми звёздами» сериала, которые никогда не отступят и не сдадутся, и пугают абсолютной сосредоточенностью на одной цели — отыскать игрока и убить. Наиболее жутким существом оказались Некроморфы из Dead Space. Резиноголовые и Близнецы вошли в рейтинг 13-и страшнейших существ серии по версии Лукаса Салливана, представителя ресурса GamesRadar.

### Рецензии зарубежной прессы
Консольные версии Silent Hill 4: The Room получили 8 баллов от Дугласа Перри, рецензента IGN, который охарактеризовал игру как «не блестящую, но и не ужасную», хотя и был раздосадован нехваткой поединков с боссами. Статья выражала смешанные чувства автора непосредственно к самой «комнате». Критик в целом положительно воспринял основную идею, но был недоволен необходимостью постоянных возвращений в 302 квартиру. Обозреватель похвалил визуальную составляющую The Room в версиях для PlayStation 2 и Xbox, однако в версии для персональных компьютеров обнаружил графические проблемы при запуске игры на видеокарте GeForce FX 5900 и ошибки в аудио-синхронизации на карте Radeon 9800 Pro. Перри также жаловался на самые расплывчатые текстуры, которые он видел за последнее время на этой платформе, и на «чрезвычайно низкую чувствительность мыши», что серьёзно затрудняло геймплей. Его заключительный комментарий так же отметил и другой недостаток игры — «Вся классическая стилистика стала настолько знакомой и узнаваемой в серии, что превратилась в клише». Обозреватель Джим Стерлинг считал неуклюжее управление и ограниченность ресурсов в The Room одной из причин падения популярности традиционных японских хорроров.
Кристан Рид, рецензент Eurogamer, был разочарован неуклюжей боевой системой игры, в рамках которой всех врагов можно победить одной бейсбольной битой. Рецензент был обеспокоен сокращением количества внутриигровых загадок. Он отметил, что большинство из имеющихся головоломок были чересчур просты, а если и вызывали затруднения, то только из-за тенденции разработчиков прятать интерактивные объекты на локациях. Таким образом, полное отсутствие мозговой активности не улучшало сложившуюся геймплейную ситуацию. Обозреватель заявил, что сюжет не подвергся упрощению, диалоги, озвучивание и кат-сцены выполнены обыденно, хотя не лишены некоторой доли таланта. К плюсам были причислены использование зернистых фильтров, аудио-визуальная сторона проекта и тревожная атмосфера. Негативно были восприняты повторяющиеся локации, в большей части которых не было существенных изменений, и ограниченный инвентарь 8-битной эпохи. Однако, несмотря на указанные недостатки, автор выразил мнение, что «поклонники игр в жанре хоррор, как правило имеют достаточно толстую кожу и бесконечные запасы терпения, так что многие из этих критических замечаний не будут отвлекать их от получения новых ощущений».
Рецензент Че Чоу от 1UP.com обозначил старание серии «выйти за рамки цифровых ужасов». Сам порт на персональные компьютеры, созданный по принципу «тяп-ляп и готово», охарактеризован как крайне небрежный — сказались расплывчатые текстуры, уменьшение количества деталей обстановки до «сырого минимума», «неловкое управление» и «бесполезная камера». Положительно были охарактеризованы появление перспективы от первого лица, саспенс и динамичный звуковой дизайн, создающий «мрачное и гнетущее настроение». «The Room — непревзойдённый шедевр, только нужно знать, что за выдающуюся атмосферу придётся платить». В своей рецензии автор похвалил «изобретательный сценарий» PS2-версии, наличие разнообразных поумневших врагов. Рецензент заявил, что вследствие ограниченных возможностей у игроков «мало шансов оценить новую боевую механику». Запятнанный экшен, нехватка боссов и головоломки названы существенными недостатками игры. Грег Орландо, обсуждая Xbox-версию выразил негативное отношение к бессмертным врагам, а также был недоволен необходимостью следить за Эйлин. В качестве плюса указано уменьшение количества «глупых головоломок».
Рецензент из журнала Computer and Video Games посчитал, что «четвёртая часть долгоиграющей серии от Konami могла бы многое дать франшизе, но ограничивается лишь завоеванием кучки новых поклонников». Автор обратил внимание на то, что игра грамотно использует сильные стороны своих предшественников в области сюжета. Также позитивно был отмечен саундтрек «достойного качества». В минусы игры приписаны размытые текстуры, редкие сохранения и неудобное управление. GameSpot поставил PS2 и Xbox-версиям 7,9 балла, отметив боевую систему, находящуюся «в зачаточном состоянии» и улучшенный интеллект врагов. Бетани Мисамилла высказал мнение, что не все изменения пошли на пользу серии, однако тёмная напряжённая история позволяет Silent Hill держать марку. В обзоре от GameSpot версии для персональных компьютеров поставлена оценка — 7,6, автор похвалил графику «хорошо оптимизированную для PC», но назвал управление неудобным.
По мнению рецензента Стар Динго ресурса Gamepro.com, сюжетная основа The Room «лучше чем у оригинальной Silent Hill или SH3, и держится наравне с неукротимой SH2». Разработчики «превзошли себя технически, создав идеально освещённые помещения». Автор отметил, что «мир сна» изобилует традиционными элементами серии — «большим количеством сломанных дверей, страшных коридоров, ключей и монет…», в то время как «реальный мир» преподносит игрокам логичные загадки. Боевая система названа «шаткой», однако «никто не будет утверждать, что у любой другой части серии Silent Hill было приемлемое управление». Автор оценил игру в четыре балла из пяти. Подводя итог обозреватель назвал Silent Hill высоким искусством.

### Рецензии российской прессы
Журнал «Игромания» характеризует The Room как «самую неоднозначную игру серии», «созданную на стыке гениальных находок, грамотной эксплуатации наших бытовых страхов и… откровенной халявы». Говоря конкретнее, рецензент отмечает низкий уровень графики — как следствие устаревшего движка и размытых текстур, которые не отображают, а «символизируют» ту или иную поверхность; неудобного управления при переходе к виду от первого лица; куцую боевую систему; неизменность интеллекта врагов и скучный дизайн; ограничения по вместимости инвентаря; возможность сохранения только в доме Генри; повторное прохождение «пройденных» уровней. Самым неприятным стало отсутствие атмосферы страха и сюжетная сумятица первой половины игры. Как данность было сказано о косметических изменениях, таких как более удобный вызов инвентаря без отрыва от действия, появление полоски здоровья. Похвалы была достойна завязка сюжета, логичные загадки, создание атмосферы безопасности в квартире. Оценка игры — 7,5 баллов из 10. В конце статьи автор, несмотря на все недостатки, суммирует: «… играть при этом, безусловно, стоит. Потому что музыка, по-прежнему, гениальна. Потому что Ямаока все так же мастерски работает со звуком. Потому что за несколько душераздирающих сцен можно простить The Room если не все, то очень многое. Потому что, наконец, это четвёртая серия Silent Hill».
Андрей Егоров, будучи представителем портала PlayGround.ru, оценил игру в 8,2 балла. Автор подметил заимствование некоторых геймплейных элементов из серии Resident Evil. Плюсы — «неплохо прорисованная, хотя и немного пикселизированная» графика, звуковая часть «также не взывает нареканий», а музыкальное сопровождение «великолепно» — «мрачные мистические мелодии хочется слушать и слушать». Минусы — сюжетная предсказуемость первой половины игры, частичное отсутствие атмосферы, «практически полное отсутствие боссов», управление.
Рецензент от журнала «Страна игр» Валерий Корнеев высказался об игре резко критично — подчёркнуты неоднозначные нововведения, «неумные» загадки, прямолинейный сюжет и геймплей, базирующийся на модели «устаревшей ещё в девяностых». Главными пороками Silent Hill 4 названы дублирование уровней, вездесущий бэктрекинг, «рваный» темп игры. Негативно рецензент отнёсся и к раздражающим заставкам, которые возникают при перемещении между мирами. Сюжет сравнивался с эпизодом «Секретных материалов», чья проблема состоит в том, что с середины игры становится понятен убийца, его modus operandi, из-за чего проект теряет фактор неизвестности. Предсказуемость происходящего, дисбаланс боевой системы и отсутствие «классических» фонарика и тумана делает четвёртую часть серии менее страшной, чем Doom 3. Единственные преимущества, описанные в статье — это идея путешествий из запертой квартиры, графика и музыка. Критик оценил The Room в 6,5 балла.
Обозреватель журнала «Навигатор игрового мира» Никита Кареев заявил, что сюжет единственно влияет на всё происходящее в игре. Его разнообразие «в рамках допустимого» воспринималось положительно, поскольку на первый план выходит не мало чем выдающийся культ, а достойный психологического анализа антигерой. Геймплей и сюжет тесно переплетены: «Комната — это основа, начало и конец, убежище героя и приют его врага, место, где происходят самые интересные и самые неинтересные события игры, это некий образ, который маячит повсюду и не выходит из головы <…> Комната — это атмосфера». Вместе с тем, Кареев писал, что сражения с монстрами скучны, управление «дурацкое», а камера неуклюжая. Возможность сохранения в одном месте характеризовалось как «плевок в лицо». Атмосфера The Room состоит в планомерном, уверенном, рваном углублении в кошмар. Игровая музыка, по мнению рецензента, достойна многократного прослушивания. Итоговая оценка — 8,5 баллов из 10.
Мария Ариманова, критик журнала «Game.EXE», характеризовала квартиру как идеальную среду для нагнетающих атмосферу кат-сцен. Другие уровни были названы короткими энергичными эпизодами «драматургической концентрации», выглядящие довольно буднично. Сюжетная история показалась критику более сложной, чем у её предшественницы. По её мнению, разработчики перестарались с дизайном монстров, поскольку они выглядят как среднее арифметическое тварей из всех предыдущих частей. Автор похвалила ряд реалистичных головоломок.
Рецензент журнала «PC Игры» Иван Закалинский считал, что в четвёртой части серии осталось крайне мало атмосферы страха, на замену которой пришла «странность» и отвращение, однако сюжет сохранил мистическую составляющую и человеческие переживания. Сражения с врагами были названы напряжёнными, как из-за неудобного управления, так и увеличившегося количества врагов. Загадки не выбиваются за рамки игровой логики, но их решение осложняется многочисленными «хождениями» и необходимостью искать альтернативные пути для Эйлин. Звук характеризовался как чёткий, красивый и бархатистый. Положительно была воспринята и музыка. Итоговая оценка составила 7 баллов из 10.
Ресурс Absolute Games также обрисовал многочисленные недостатки игры, поставив игре 53 % из 100 % возможных. Обозреватель Владимир Горячев a.k.a. Nomad сравнил игру с вредным фастфудом, который делали «как гамбургер в придорожной забегаловке». Основными проблемами названы отсутствие атмосферы страха, «серый» сюжет и безыдейные пустые персонажи. Общая характеристика The Room — это «незамысловатая, предсказуемая череда прогулок по маленьким секторам, отягощенная уничтожением тварей и попытками увернуться от вызывающих мигрень духов». Похвалы рецензента удостоился визуальный ряд. Резюме:

«Новаторский подход уступил место имитации, чужие мысли выдаются за оригинальные, а сюжет, саспенс и яркие персонажи задвинуты на десятый план.
Главная тайна SH 4… это не Генри Тауншенд, а коллективное воплощение Konami бродит по коридорам памяти прежних частей Silent Hill, таская за собой одноглазого инвалида с перебитой рукой, имя которому — „геймплей“».

## Комментарии
1. ↑  В различных источниках фамилию протагониста транслитерировали как Таунсенд[31], Тауншед[15], Таунзенд, Таундсет[50], Таунсхед[9], Таунсхенд[17]. В статье использована версия официального дистрибьютера.
2. ↑  В ряде источников её имя было транслитерировано как Айлин.